# Anders Ångström (regissör)
Anders Hildingsson Ångström, född 25 augusti 1921 i Malmö, död 20 augusti 1974 i Matteus församling, Stockholm, var en svensk filmregissör, son till Hilding och Margareta Ångström.
Anders Ångström är gravsatt i minneslunden på Råcksta begravningsplats.

## Regi
- 1949 – Kvinnan som försvann

## Teater

### Regi
| År   | Produktion       | Upphovsmän      | Teater      |
| ---- | ---------------- | --------------- | ----------- |
| 1961 | Vänta så vackert | Axel Strindberg | Alléteatern |